# Abadia de Prüm

Bandera del desaparegut estat de Prüm: Sobre fons vermell una ovella blanca amb un halo daurat caminant sobre un prat verd i portant una banderola amb una creu.

L'Abadia de Prüm és un monestir  benedictí situat a Prüm, actualment pertanyent a la diòcesi de Trèveris (Alemanya), construït pels francs al segle viii. Va ser un Estat Imperial (del Sacre Imperi Romanogermànic) entre 1222 i 1576. Actualment és un centre d'educació secundària i una església parroquial.

## Història

### Des de la fundació fins al sXIII
El monestir va ser fundat per ordre de Berta de Prüm quan era vídua i del seu fill Caribert, comte de Laon, el 23 de juny del 720. El primer abat al càrrec del monestir va ser Angloardus.
La neta de Berta de Prüm era Bertrada de Laon, esposa del rei dels francs Pipí I el Breu (751–68). Amb aquesta neta Prüm va esdevenir el monestir preferit de la dinastia carolíngia i va rebre donatius importants i força privilegis. Pipí va fer millorar l'edifici i li va assignar més terres a través d'un document datat el 13 d'agost del 762. El rei va cridar Assuerus, del monestir de Meaux perquè en fos el nou abat, el qual se'n va traslladar juntament amb altres monjos.
L'església està dedicada al "Crist Salvador", però no va estar completament acabada fins al regnat de Carlemany i es va consagrar el 26 de juliol del 799 amb el Papa Lleó III. Carlemany i els successius emperadors van ser generosos amb els donatius. Alguns membres de la família de Carlemany van agafar la vida monacal en aquest monestir, entre aquests estava Pipí el Geperut un fill il·legítim de Carlemany, que hi va entrar a canvi d'un perdó per l'intent fallit d'alçament contra el seu pare. Un altre carolingi que es va fer monjo el 855 va ser Lotari I, que havia estat emperador d'Occident. La seva tomba va ser redescoberta el 1860 i el 1874 Guillem I, emperador de Prússia i primer canciller alemany, en va fer erigir un monument commemoratiu.
Entre el 882 i el 892 el monestir va ser assaltat i devastat pels normands, però aviat es va refer. Les terres a càrrec del monestir eren tan extenses que l'abadia era tinguda en compte com si fos un principat.
A vegades, durant els segles xii i xiii, el monestir va arribar a tenir fins a tres-cents monjos que s'encarregaven tant de fer produir la terra com de les seves oracions. Cap al 836 l'abat Marquard va fundar un nou monestir a Münstereifel. El 1017 l'abat Urald va fundar a Prüm una col·legiata per acollir a dotze sacerdots. El 1190 l'abat Gerhard va afegir una casa per a dones d'origen noble coneguda com a Niederprüm i estava vinculada administrativament al monestir.
Prüm va tenir diverses funcions: Per una banda hospital i d'auxili per a gent pobre; i per altra era també lloc d'ensenyament. Entre els mestres hi era Ado, que va ser arquebisbe a  Viena del Delfinat (860–75). Un destacat director de l'escola va ser Wandelbert (813-70), famós pels seus escrits. L'abat Reginó de Prüm (893–99) va adquirir renom com a historiador i compilador de lleis (canonista).

El 1222 Prüm l'emperador Frederic II va elevar l'abadia a la categoria d'Estat Imperial.

### Després delseglexiii
A finals del segle xiii i al llarg del XIV el monestir va començar a declinar, en part degut a l'opressió exercida pels administradors seglars, però també per causes internes. Va arribar a un punt en què els monjos estaven dividits en faccions i vivien separats els uns dels altres.
Com a conseqüència l'arquebisbat de Trier va haver d'incorporar l'abadia dins la seva arxidiòcesi. El 1376 l'emperador Carles IV del Sacre Imperi Romanogermànic hi va donar el seu consentiment perquè es fes així, com també ho va fer el Papa Bonifaci IX el 1379, tot i que aquest consentiment no va ser ratificat per escrit fins al 1398. El Papa Sixt IV cap al 1473 també va donar la seva ratificació a aquesta incorporació. Els abats, però, no van acceptar de sotmetre's i fins i tot van entrar en guerra contra l'arquebisbe el 1511. Finalment quan l'abadia estava ja propera a la ruïna, el Papa Gregori XIII va ordenar el decret d'incorporació amb data del 24 d'agost del 1574, que no es va fer efectiu fins al 1576 després de la mort de l'abat Cristofer de Manderscheid.
Després d'això els arquebisbes de Trier es van convertir en "administradors a perpetuïtat" de l'abadia. Es va restablir l'ordre en els assumptes interns i externs de l'abadia i va tornar a florir en tal grau que quan va ser visitada pels historiadors benedictins Edmond Martène i Ursin Durand el 1718, van deixar escrit al seu llibre Viatge literari que d'entre tots els monestirs alemanys Prüm era el que tenia millor ambient i on es prenien més seriosament el temps d'estudi.
El 1801 Prüm va ser un dels estats secularitzats a conseqüència del Tractat de Lunéville. Amb la secularització va quedar sota l'administració de França, Napoleó va vendre gran part de les propietats i va lliurar els edificis al municipi de Prüm. El 1815 Prüm va passar a ser possessió de Prússia formant part de la província del Rin. Amb el desmembrament de Prússsia, el monestir va passar a ser territori d'Alemanya, actualment inclòs dins l'estat federal Renània-Palatinat.

### L'abadia al segle XX

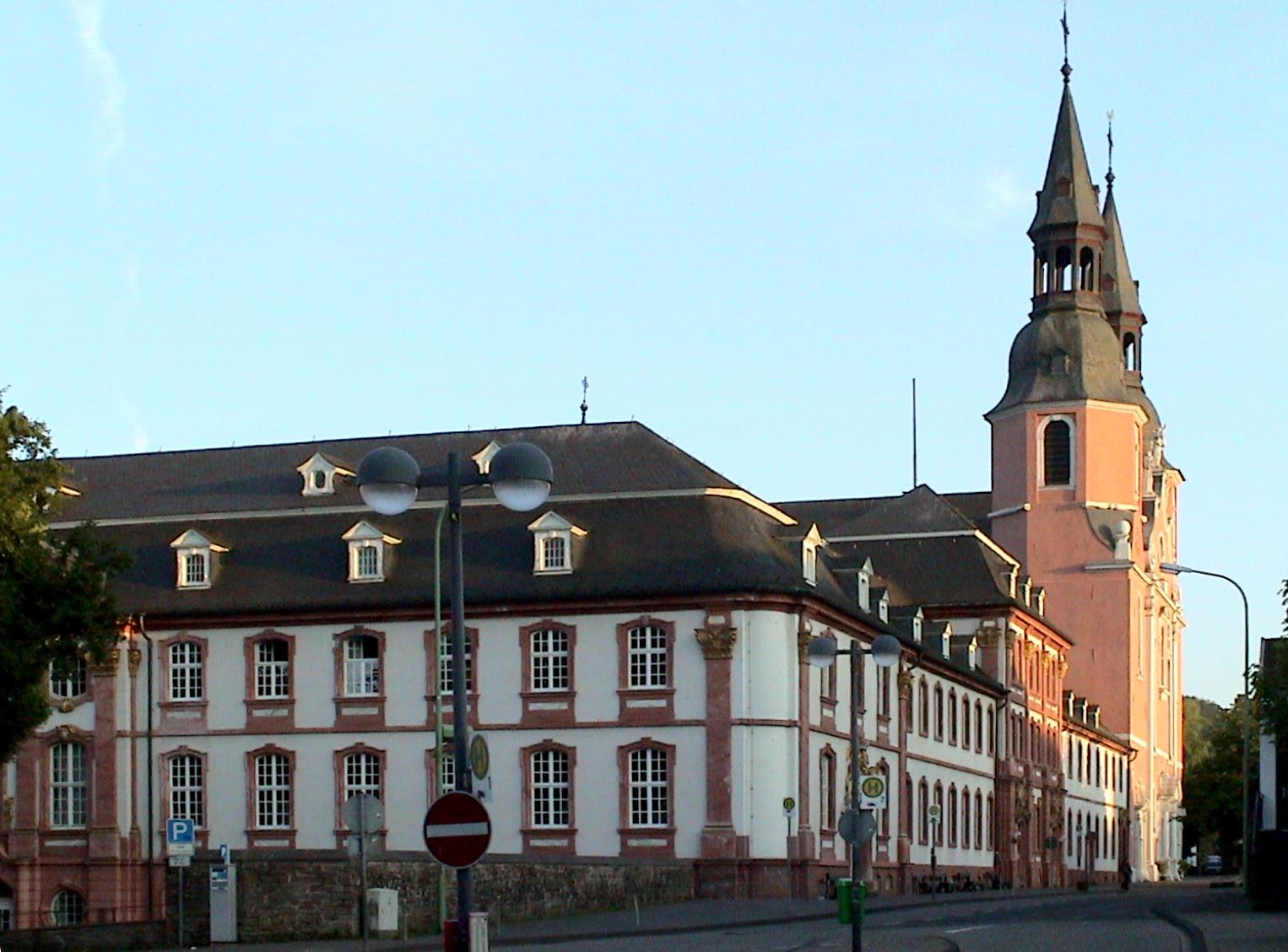
Església del Crist Salvador a l'abadia de Prüm

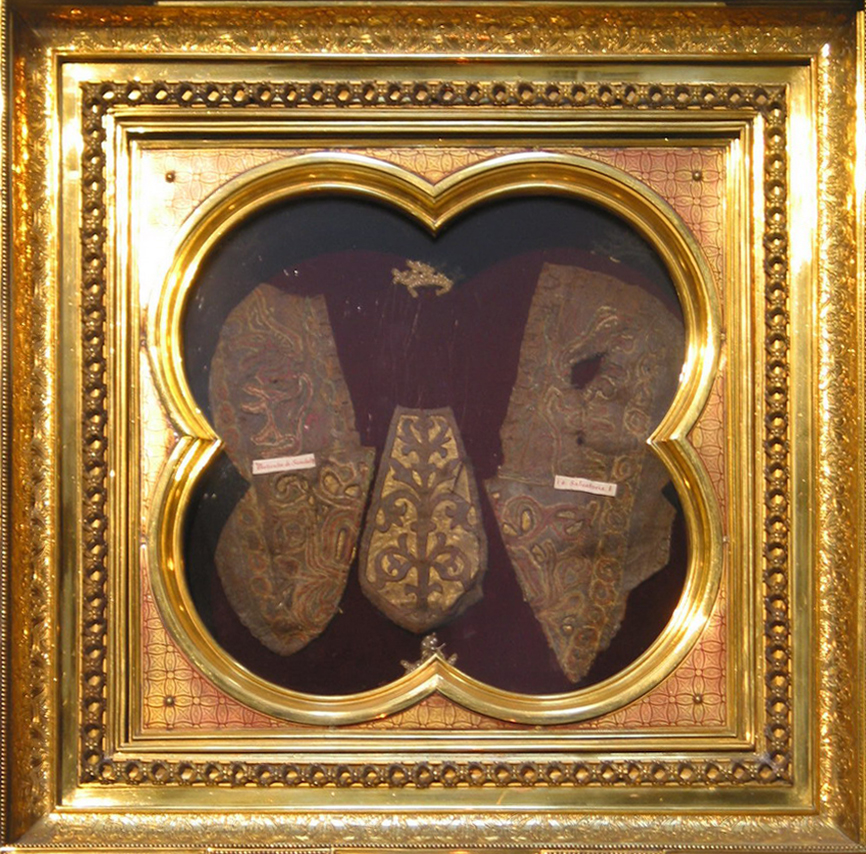
El nou reliquiari del 1896 que conté les Sandàlies de Jesucrist que l'abadia custodiava des dels inicis de la seva fundació.

Al llarg del segle XX els edificis de l'abadia van sofrir diversos canvis.
El 1927 l'església, que havia estat construïda el 1721 per ordre del príncep elector Lluís de Hohenlohe-Langenburg, va rebre un altar barroc provinent de l'església del Carme a Bad Kreuznach.

Des del 16 de setembre del 1944 la localitat de Prüm va allotjar l'artilleria de l'exèrcit dels EUA que va intervenir en el bombardeig de la batalla de les Ardenes. Els antics edificis de l'abadia van ser greument danyats.
La vespra de Nadal de 1945, una hora abans de la missa del gall, tota la volta de la nau principal i de la part dreta es van ensorrar a causa dels efectes de la guerra.
El 1950 ja s'havia reconstruït la major part dels desperfectes i tornava a estar en ús. Llavors el Papa Pius XII va donar a l'església del monestir el títol de "Basílica Menor Pontifícia".
Aquesta església és en l'actualitat una església parroquial. El que en resta dels edificis monàstics són emprats com escola d'ensenyament secundari i reben el nom de Regino-Gymnasium en memòria a l'abat Regino de Prüm.

## Relíquies
Les Sandàlies de Jesucrist són considerades la relíquia més important de l'església de Prüm; són esmentades en el document del 762 en el qual Pipí I el Breu detallava les terres i altres propietats corresponents al monestir. Es diu que van ser portades de Roma i que serien una donació del Papa Esteve II o potser del Papa Zacaries I.

## Abats
- Angloardus 720–762
- Assuerus 762–804
- Tankrad 804–829
- Markward de Bouillon 829–853
- Eigil 853–860
- Ansbald de Prüm 860–886
- Farabert I 886–892
- Reginó de Prüm 892–899
- Richard de Hennegau 899–921
- Ruotfried 921–935
- Farabert II of St Paul 935–947
- Ingelram de Limburg 947–976
- Eberhard de Salm 976–986
- Childerich 986–993
- Stephan de Saffenberg 993–1001
- Udo de Namur 1001–03
- Immo de Sponheim 1003–06
- Urold de Thaun (Daun) 1006–18
- Hilderad de Burgúndia 1018–26
- Ruprecht d'Arberg 1026–68
- Rizo de Jülich 1068–77
- Wolfram de Bettingen 1077–1103
- Poppo de Beaumont 1103–19
- Lantfried de Hesse 1119–31
- Adalbero 1131–36
- Godfrey I de Hochstaden 1136–55
- Rother de Malberg 1155–70
- Robert I de Cleves 1170–74
- Gregor I de Geldern 1174–84
- Gerhard de Vianden 1184–1212
- Cæsarius de Milendonk 1212–16
- Kuno de Ahr 1216–20
- FrederickI de Fels 1220–45
- Godfrey II de Blankenheim 1245–74
- Walter de Blankenheim 1274–1322
- Henry I de Schönecken 1322–42
- Diether de Katzenelnbogen 1342–50
- John I Zandt de Merk 1350-54
- Dietrich de Kerpen 1354–97
- Frederick II de Schleiden 1397–1427
- Henry II de Are-Hirstorff 1427–33
- John II de Esche 1433-76
- Robert II de Virneburg 1476–1513
- Gregor II de Homburg 1513
- William de Manderscheid-Kayl 1513–46
- Christopher de Manderscheid-Kayl 1546–76
- A partir del 1576 els Electors de Trier van fer d'administradors de l'abadia